# Soulounge
Soulounge ist eine deutsche Band, die im Frühjahr 2001 von Sven Bünger und Bela Brauckmann (beide bei den Cultured Pearls aktiv) gegründet wurde. Weitere Mitglieder waren Astrid North, Susanne Vogel und Thomas Werner. Eine feste Bandbesetzung bildete das Fundament und wurde mit immer wieder wechselnden Instrumental- und Gesangs-Gästen erweitert. Stamm-Club ist und war das Quasimodo in Berlin.
Die Band entwickelte sich zu einer der renommiertesten deutschen Soulbands. Eine ganze Reihe der Gastkünstler nutzte ihre Auftritte als Sprungbrett, so z. B. Ayọ, Johannes Oerding, Miss Platnum oder Roger Cicero. Im Dezember 2010 löste sich Soulounge auf.
2017 wurde die Band von Bandleader Sven Bünger mit drei neuen Mitgliedern wiederbelebt: Markus Kuczewski (Keyboards & Hammond Organ), Silvan Strauss (Schlagzeug) und Daniel Stritzke (Bass).

## Gäste
Über die Jahre traten folgende Gäste zusammen mit der Band auf:
- Achim Degen (Gesang)
- Andrew Roachford (Gesang)
- Annette Marquard (Gesang)
- Astrid North (Gesang) (Cultured Pearls)
- Britta Dekker (Gesang)
- Cappuccino (Gesang) (Jazzkantine)
- Cécile Verny (Gesang)
- Celina Bostic (Gesang)
- Christian Plath (Gesang)
- Christian Koops (Gesang)
- Claude Nobs (Bluesharp)
- Colin Rich (Gesang)
- Della Miles (Gesang)
- Denise Vbaye (Gesang)
- Edo Zanki (Gesang)
- Esther Cowens (Gesang)
- Florine Dimonye (Gesang)
- Gabriel Gordon (Gesang, Gitarre)
- Grace Risch (Gesang)
- Gunnar Kockjoy (Trompete, flugelhorn)
- Gunter Papperitz (Keyboard)
- Helge Schultz (Bluesharp)
- Hiram Bullock (Gesang, Gitarre)
- Ilhem (Gesang)
- Ingo (Gesang) (Goldjunge)
- Jan Peter Klöpfel (tr)
- Jan Plewka (Gesang)
- Jan-Heie Erchinger (Rhodes) (D-phunk)
- Johannes Oerding (Gesang)
- Johnny John (tb) (Boxhorns)
- Joo Kraus (trp)
- Joy 'Ayọ' Ogunmaki (Gesang)
- Jumaa (Gesang)
- Lamont Dozier (Gesang)
- Lili Czuya (Gesang)
- Linda Carriere (Gesang)
- Lisa Cash (Gesang)
- Lukas Fröhlich (trp) (Boxhorns)
- Mädditation (Percussion) (Cultured Pearls)
- Martin Bettinghaus (Gesang)
- Martin Klingeberg (tr)
- Matthias Clasen (Saxophon)
- Micky (Gesang)
- Mo Asumang (Gesang)
- Nathalie Dorra (Gesang)
- Nathalie Pena-Vieira (Gesang)
- Niels Frevert (Gesang)
- Nina Maleika (Gesang)
- nkechi (Gesang)
- Onnie North (Gesang)
- Oscar Canton (Gesang)
- Paulo Pereira (Saxophon)
- Philipp Steinke (Keyboard)
- Rebecca (Gesang)
- Rebecca 'Becky' Schwietzke (Gesang)
- Regy Clasen (Gesang)
- Rick Braun (trp)
- Robbie Smith (Gesang)
- Roger Cicero (Gesang)
- Ruth ‘The Root’ Renner (Gesang)
- San Glaser (Gesang)
- Sonia Kawonougah (Gesang)
- Sonid (Gesang)
- Stefan Gwildis (Gesang)
- Stefan Knöss (Gesang)
- Stefan Kuchel (Saxophon)
- Svaen Lauer (Gesang)
- Tachiles (Gesang) Jazzkantine
- Teddy Richards (Gesang, Gitarre)
- Tex Super (tr) (Cultured Pearls)
- Tom Bennecke (Gitarre) (Jazzkantine)
- Vanessa Petruo (Gesang)
- Zascha Moktan (Gesang)

## Diskografie
Alben
- 2003: The Essence of The Live Event
- 2004: Home
- 2006: Say It All